# Styracotechys dicelysma
Styracotechys dicelysma – gatunek błonkówek z rodziny Pergidae, jedyny przedstawiciel rodzaju Styracotechys i podrodziny Styracotechyinae.

## Zasięg występowania
Gatunek ten występuje we wsch. Australii, w stanach Queensland i Nowa Południowa Walia.